# Jan Kanty Steczkowski (astronom)

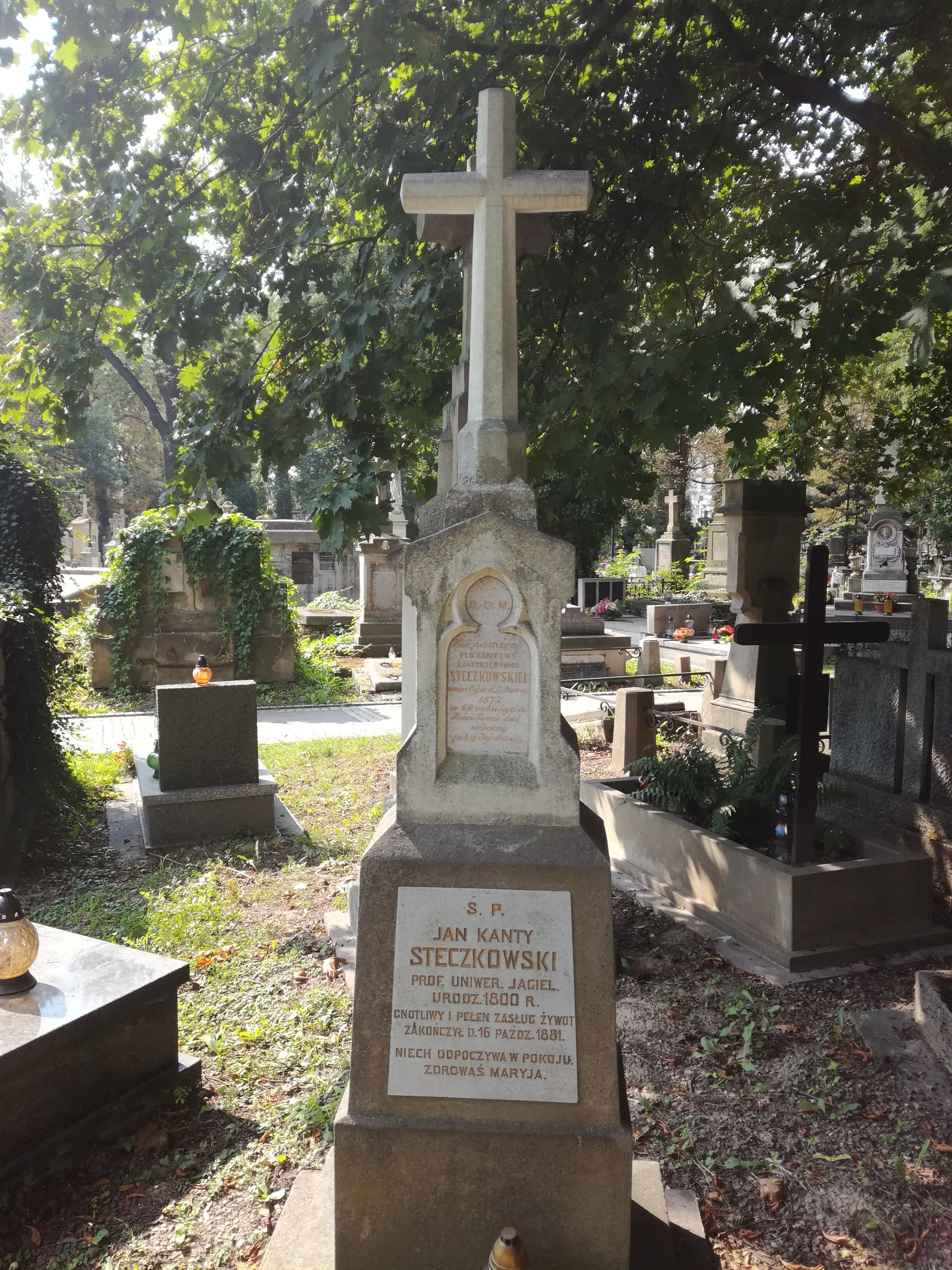
Grób prof. Jana Kantego Steczkowskiego na cmentarzu Rakowickim w Krakowie.

Jan Kanty Steczkowski (ur. 20 października 1800 w Liszkach, zm. 16 października 1881 w Krakowie) – polski matematyk, astronom, wykładowca Uniwersytetu Jagiellońskiego.

## Życiorys
Urodził się w podkrakowskich Liszkach 20 października 1800, w rodzinie bezrolnego robotnika folwarcznego Błażeja i Konstancji z Kowalikowskich. Pierwsze nauki pobierał w szkole parafialnej w Liszkach i podwydziałowej szkole u benedyktynów w Tyńcu. W 1815 rozpoczął naukę w Krakowskiej Szkole Departamentalnej (w 1818 Liceum św. Anny). W 1821 zdał egzamin dojrzałości i rozpoczął studia matematyczne na Uniwersytecie Jagiellońskim pod kierunkiem Karola Hubego.
W czasie studiów utrzymywał się z udzielania korepetycji. W 1826 ukończył studia i rozpoczął pracę w Obserwatorium Astronomicznym Uniwersytetu Jagiellońskiego kierowanym przez Maksymiliana Weissego. W 1833 rozpoczął wykłady z rachunku różniczkowego na Uniwersytecie.
W 1842 zakończył pracę w Obserwatorium Astronomicznym i jako profesor matematyki objął katedrę Matematyki Elementarnej Uniwersytetu Jagiellońskiego.

## Publikacje
Wraz z Maksymilianem Weisse opracował i opublikował w 1846 w Petersburgu katalog położenia 31085 gwiazd w deklinacji od –15° do +15° i drugi tom w 1863 obejmujący deklinacje od +15° do +45° zawierający położenie kolejnych 31445 gwiazd.
- „Coordinatae Mercurii, Veneris, Martis, Jovis, Saturni et Urani” oraz „Correctiones temporis et altitudinibus correspondentibus”, Kraków 1829,

W latach 1851–1859 wydał w Krakowie „Elementarny wykład matematyki” w pięciu tomach, podręcznik przeznaczony dla starszych klas gimnazjów oraz studentów matematyki i fizyki.
- Arytmetyka 1851,
- Algebra 1852,
- Geometria, planimetria i stereometria 1858,
- Geometria, trygonometria prostokreślna i sferyczna 1859
- Geometria. Geometria analityczna wraz z liniami i powierzchniami krzywymi drugiego rzędu 1859,

- „Pogadanki nauczyciela wiejskiej szkółki z gospodarzami tejże wsi o kulistości ziemi, oraz jej dziennym i rocznym ruchu”, Cieszyn 1872,
- „Fizyczny skład słońca według wypadków ostatnich badań astronomów, fizyków i chemików”, Kraków 1877,
- „Krótkie wspomnienia dawnego bursiackiego życia”, Kraków 1881.

Artykuły publikował w Rocznikach Towarzystwa Naukowego Krakowskiego, Bibliotece Warszawskiej oraz w czasopismach niemieckich „Astronomische Nachrichten” i „Archiv der Mathematik und Physik”, jak również w „Czasie” i „Dzienniku Poznańskim".
W grudniu 1872 został członkiem nadzwyczajnym Akademii Umiejętności. Żonaty z Florentyną Jastrzębską i miał troje dzieci. Córka Maria była jedną z pierwszych taterniczek, przyjeżdżała do Zakopanego razem z rodzicami i odbywała wycieczki w Tatry. Jan Kanty Steczkowski zapisał się w historii Zakopanego jako pierwszy znany „letnik”, gdyż regularnie od 1854 przyjeżdżał tam wypoczywać.
Zmarł w Krakowie 16 października 1881 i pochowany został na cmentarzu Rakowickim (kwatera Tdelta-płn-za grobem Sikorskiego).